# Keurvorstendom Trier

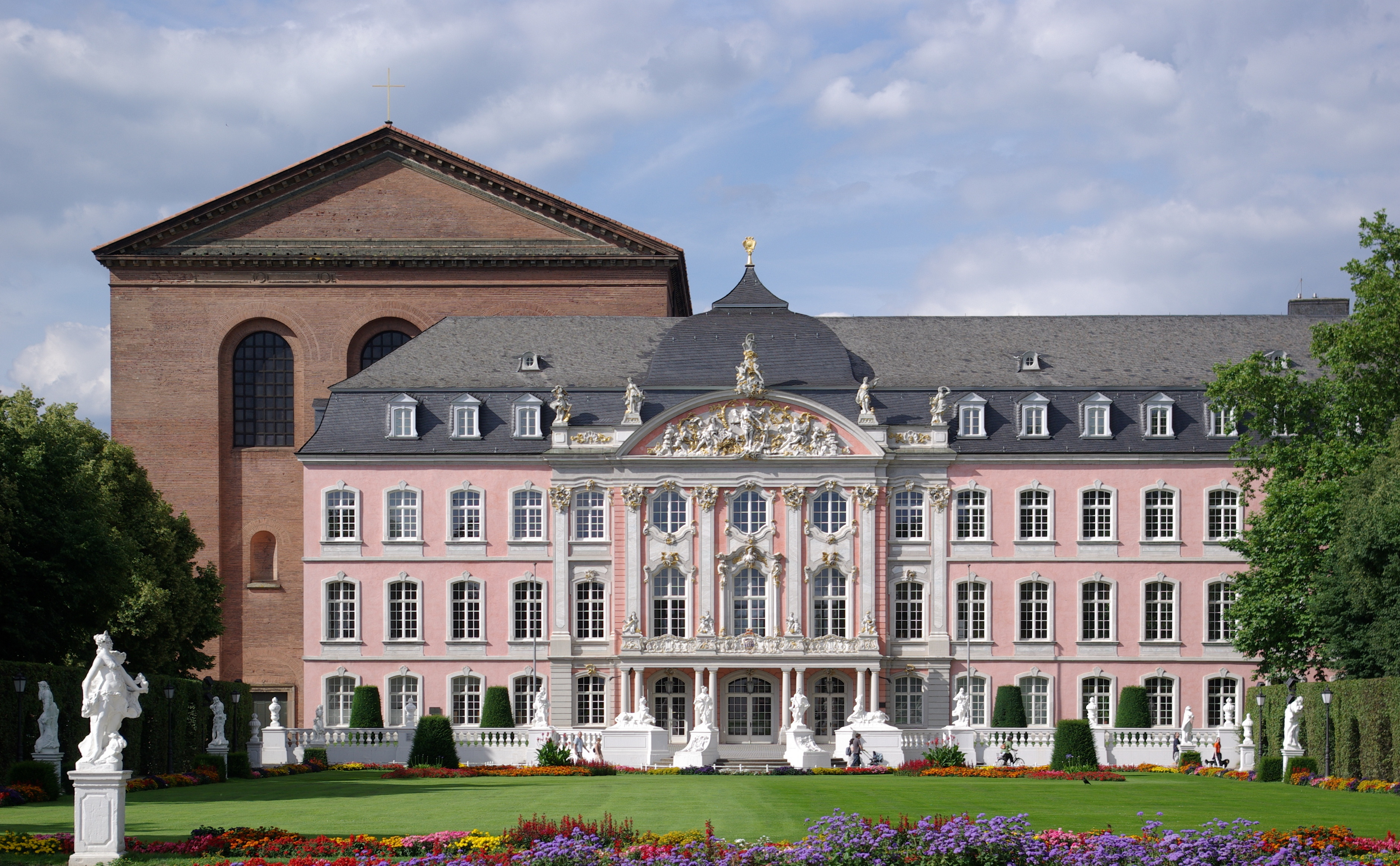
De Rococovleugel van het Keurvorstelijk Paleis (roze), zetel van het aartsbisdom tot 1794, en de Romeinse Basilica van Constantijn

Het keurvorstendom Trier (ook Keur-Trier) was een van de oorspronkelijke zeven keurvorstendommen van het Heilige Roomse Rijk. Als sticht of wereldlijke machtsgebied van de aartsbisschop van Trier hoorde het met het keurvorstendom Keulen en het keurvorstendom Mainz tot de drie geestelijke keurvorstendommen. Sinds 1512 was het vorstendom ingedeeld bij de Keur-Rijnse Kreits.

## Ontstaan van het vorstendom
In 902 kreeg de aartsbisschop van Trier de heerschappij over de stad Trier en in 1018 de koningshof Koblenz en goederen in het Westerwald. In 1132/1152 werd de rijksabdij Sankt Maximin van de aartsbisschop afhankelijk. In 1197 deed de paltsgraaf aan de Rijn afstand van de voogdij over het aartssticht ten gunste van de aartsbisschop. Sinds de dertiende eeuw was de aartsbisschop een van de zeven keurvorsten. Aan het eind van de dertiende eeuw en het begin van de veertiende eeuw werden de twee gebieden rond Trier en Koblenz verbonden door de verwerving van nieuwe gebieden. Als pand van het Rijk werden Boppard en Oberwesel (1455 opheffing status rijksstand) verworven. In 1427 werden delen van het rijksgraafschap Dorn verworven. In 1452 volgde het graafschap Manderscheid en in 1545 het graafschap Virneburg. In 1486 werd Hunolstein verworven en in 1508 werd het leen Schöneck ingetrokken. Het halve ambt Camberg en het halve ambt Wehrheim werden in 1535 van Königstein-Eppstein verworven, de andere delen kwamen aan Nassau-Oranje. Aan de autonomie van de stad Koblenz werd in 1562 een eind gemaakt. Sinds 1576 was de Abdij van Prüm in personele unie met de keurstaat verbonden.

## Verdere geschiedenis
Na de verschrikkingen van de Dertigjarige Oorlog werd de staat in de Vrede van Westfalen hersteld. De koning van Spanje moest als hertog van Luxemburg het ambt Bruch en de heerlijkheid Sankt Johann teruggeven en de keizer moest Ehrenbreitenstein en Hammerstein restitueren.
In 1660 werd Blieskastel aan het vorstendom von der Leyen afgestaan en in 1669 werd de abdij Sankt Maximin definitief ingelijfd. Het keurvorstendom kreeg in 1669 een landrecht.
Tijdens de Reunions-politiek annexeerde Frankrijk een groot deel van de keurstaat: Merzig-Saargau, de heerlijkheid Lebach, het ambt Sankt Wendel, een deel van het ambt Grimburg, de landen Revin, Fumay en Fépin, het Nalbachter Tal, het dorp Michelbach, de domeinen Dagstuhl, Dhronecken en Thalfang en de heerlijkheid Freudenberg. De Vrede van Rijswijk in 1697 herstelde de oude situatie.
In 1719 werd het leen Schönburg ingetrokken. In 1728 werd vier zesde van het dorp Mensfelden van het graafschap Westerburg verworven, hierdoor kwam het aandeel van Trier in dorp op vijf zesde. Aan de verpanding van Kempenich kwam in 1777 een einde.
In een verdrag met Frankrijk van 1778 werd Merzig-Saargau gedeeld en het graafschap Sponheim deed in 1784 afstand van zijn rechten in Bruttig. In 1784 verwierf Trier één derde van de landshoogheid in Kröv.

## Het einde van het keurvorstendom
Het einde van het bestaan van de keurstaat werd ingeluid door de Franse annexatie van de linker Rijnoever in 1797. De keurstaat Trier ging op in de Cisrheniaanse republiek. Vervolgens maakte de Reichsdeputationshauptschluss van 25 februari 1803 een eind aan het keurvorstendom. Paragraaf 12 gaf de rest van het keurvorstendom met de abdijen Arnstein, Schönau en Marienstadt aan Nassau-Weilburg.
Het Congres van Wenen kende in 1815 de gebieden van het voormalige keurvorstendom op de linker Rijnoever voor het grootste deel aan het koninkrijk Pruisen toe, meer bepaald het groothertogdom Beneden-Rijn en nadien de Pruisische Rijnprovincie.

## Lijst van gebieden op de rechter Rijnoever
- ambt Wellmich,
- deel van het ambt Boppard
- ambt Ehrenbreitenstein
- heerlijkheid Vallendar
- ambt Sayn
- ambt Herschbach
- ambt Grenzau
- ambt Montabaur
- ambt Limburg
- aandeel in het ambt Camberg
- aandeel in het ambt Wehrheim
- deel van het ambt Bergpflege
- ambt Hammerstein
- aandeel in de dorpen Mensfelden en Eisenbach

## Regenten
- 791- 804: Richbod
- 804- 809: Waso
- 809- 814: Amalhar
- 814- 847: Hetto
- 847- 868: Dietgod
- 869- 883: Bartholf
- 883- 915; Radbod (kanselier)
- 915- 930: Ruotger (kanselier)
- 930- 956: Rudbrecht
- 956- 964: Hendrik I
- 965- 977: Diederik I
- 977- 993: Egbert (Anglois) van Holland
- 994-1008: Ludolph (Saxon)
- 1008-1036: Adalbero van Luxemburg
- 1008-1015: Meginward/Megingod
- 1016-1047: Poppo van Babenberg/Oostenrijk
- 1047-1066: Eberhard
- 1066-1066: Kuno I, graaf van Pfullingen
- 1066-1078: Udo, graaf van Nellenburg
- 1079-1101: Egilbert
- 1102-1124: Bruno, graaf van Lauffen
- 1124-1127: Godfried
- 1127-1130: Meginhar
- 1131-1152: Adalbero van Montreuil
- 1152-1169: Hillin van Fallemaigne
- 1169-1183: Arnold I
- 1183-1189: Rudolf van Wied
- 1183-1189: Vollmar (tegenbisschop)
- 1190-1212: Johan I
- 1212-1242: Diederik II van Wied
- 1242-1259: Arnold II van Isenburg
- 1260-1286: Hendrik II van Finstingen
- 1286-1299: Bohemund I van Warnersberg
- 1300-1307: Diederik III van Nassau
- 1300-1306: Hendrik III van Virneburg (tegen-aartsbisschop)
- 1307-1354: Boudewijn van Luxemburg (1328-1337: bestuurder van Mainz; 1332-1337: bestuurder van Spiers; 1331,1335-1337: bestuurder van Worms)
- 1354-1362: Bohemund II van Saarbrücken (huis Edendorf)
- 1362-1388: Kuno II van Falkenstein (Münzenberg)
- 1388-1418: Werner van Falkenstein (Königstein)
- 1418-1430: Otto van Ziegenhain
- 1418-1430: Ulrich van Manderscheid (tegen-aartsbisschop)
- 1430-1439: Rabanus van Helmstädt (bisschop van Spiers)
- 1439-1456: Jakob I van Sierck
- 1456-1503: Johan II van Baden
- 1503-1511: Jakob II van Baden
- 1511-1531: Richard van Greiffenclau zu Vollrads
- 1531-1542: Johan III van Metzenhausen
- 1540-1547: Johan IV van Hagen
- 1547-1556: Johan V van Isenburg
- 1556-1567: Johan VI van der Leyen
- 1567-1581: Jakob III van Eltz (1564-1566: abt van Prüm)
- 1581-1599: Johan VII van Schönberg
- 1599-1623: Lothar van Metternich
- 1623-1652: Philip Christoph von Sötern (1610: bisschop van Spiers)
- 1652-1676: Karel Kaspar van der Leyen
- 1676-1711: Johan Hugo van Orsbeck (bisschop van Spiers)
- 1711-1715: Karel van Lotharingen (1698: bisschop van Osnabrück)
- 1716-1729: Frans Lodewijk van Palts-Neuburg (1683: bisschop van Breslau; 1694: bisschop van Worms, proost van Ellwangen, grootmeester van de Duitse Orde; 1729: keurvorst van Mainz)
- 1729-1756: Frans Georg van Schönborn (1732: bisschop van Worms, proost van Ellwangen)
- 1756-1768: Johan Filips van Walderdorf (1763: bisschop van Worms)
- 1768-1802: Clemens Wenceslaus van Saksen (1763-68: bisschop van Freising; 1764-87: bisschop van Regensburg; 1764: bisschop van Augsburg; 1778: proost van Ellwangen)